# Чухонастовское сельское поселение
Чухонастовское се́льское поселе́ние — муниципальное образование в составе Камышинского района Волгоградской области.
Административный центр — село Чухонастовка.

## История
Чухонастовское сельское поселение образовано 5 марта 2005 года в соответствии с Законом Волгоградской области № 1022-ОД.

## Население
| 2010 | 2012 | 2013 | 2014 | 2015 | 2016 | 2017 |
| ---- | ---- | ---- | ---- | ---- | ---- | ---- |
| 531  | ↗536 | ↘533 | ↘532 | ↗534 | ↘525 | ↘520 |
| 2018 | 2019 | 2020 | 2021 |      |      |      |
| ↗538 | ↘529 | ↘520 | ↘515 |      |      |      |

## Состав сельского поселения
| № | Населённый пункт | Тип населённого пункта       | Население |
| - | ---------------- | ---------------------------- | --------- |
| 1 | Чухонастовка     | село, административный центр | ↘515      |